# Панхас
Па́нхас (нем. Panhas, от нем. Pannharst — «жаренное на сковороде мясо» или нем. Pfannhase — «заяц на сковороде») — немецкая колбаса из термически обработанного сырья с наполнением из гречневой муки. Существует в нескольких вариантах, специалитет в земле Северный Рейн-Вестфалия.
Раньше панхас готовили в конце дня забоя свиньи, после приготовления колбас оставался жирный питательный бульон с остатками лопнувших колбас. Бульон солили и перчили и добавляли большое количество гречневой муки и свиной крови до получения массы плотной консистенции, которой наполняли формы. После остывания панхас готов к употреблению: его можно резать на ломти толщиной в 1 см и потреблять в бутербродах или поджаривать на сковороде на свином смальце или сливочном масле. В горячем блюде панхас по традиции сервируют с отварным картофелем, квашеной капустой или жареными с луком яблоками.
Согласно пищевому законодательству Германии в состав панхаса входят пять основных продуктов: шпиг, шкурка, свиная маска, кровь и гречневая мука.
В Вестфалии панхас готовят на бульоне с субпродуктами или измельчённым лебервурстом, свиной кровью или кровяной колбасой и репчатым луком, приправляют мускатным орехом и майораном, загущивают гречневой мукой, а в конце добавляют шпиг. В Бохуме в панхас добавляют также перловую крупу. Белый панхас, без добавления свиной крови, распространён в Мюнстерланде, чтобы отличать от местного мёпкенброта. Белый панхас часто смазывают сиропом из сахарной свёклы. В нидерландской кухне, в Северном Брабанте, похожая на панхас колбаса называется «балкенбрей», его приправляют имбирём, анисом, гвоздикой и корицей, отчего он по вкусу напоминает пряник. Панхас известен в США, его рецепт в Филадельфию привезли с собой иммигранты из Крефельда во второй половине XVII века.